# Mansion House

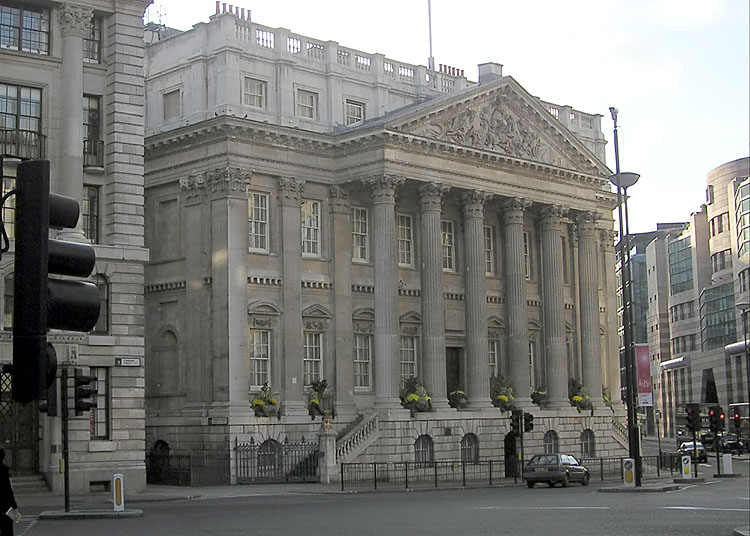
A fachada da Mansion House de Londres.

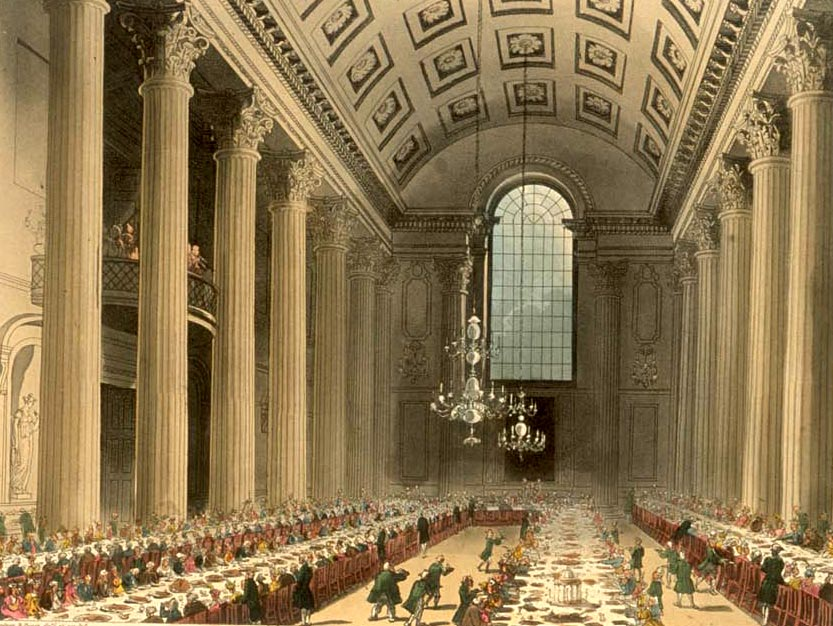
Banquete no Egyptian Hall da Mansion House, no século XIX

A Mansion House é a residência oficial do Lord Mayor of the City of London em Londres, Inglaterra. É usada para algumas das funções oficiais da City of London, incluindo a realização de um jantar anual, cujo anfitrião é o Lord Mayor, onde o Chancellor of the Exchequer (ministro das finanças) costuma fazer um discurso – o "Mansion House Speech" – sobre o estado da economia britânica. O Guildhall é outro edifício usado para importantes funções oficiais em Londres.

## Edifício
A Mansion House foi construída entre 1739 e 1752, na então muito na moda arquitetura palladiana pelo topógrafo e arquiteto da City of London George Dance, o Velho. Os desenhos podem ser vistos no John Soane's Museum.
A fachada, no estilo de Andrea Palladio, com seis enormes colunas coríntias, é um marco na paisagem da City. As salas oficiais são sumptuosas, como a extraordinária Egyptian Hall, de 27 metros de comprimento. 
Escondidas do público, existem na casa 11 celas (dez para homens e uma "gaiola de pássaro" para mulheres), a lembrar que a outra função do edifício é a de um tribunal, com o Mayor como principal juiz da City durante o seu mandato de um ano. Emmeline Pankhurst, que fez campanha pelo direito de voto no início do século XX, esteve presa aqui.